# Clocher de tourmente d'Auriac
Pour les articles homonymes, voir Auriac.
Le clocher de tourmente d'Auriac est un clocher de tourmente situé dans le hameau d'Auriac, sur la commune de Saint-Julien-du-Tournel dans le département de la Lozère.
L'édifice est inscrit aux monuments historiques depuis 1992.

## Sources et références
1. 1 2  Notice no PA00103945, sur la plateforme ouverte du patrimoine, base Mérimée, ministère français de la Culture